# Kétforintos dal / Menj tovább
A Kétforintos dal / Menj tovább a P. Mobil első kislemeze-felvétele 1977-ből, ami 1 évvel később, 1978-ban jelent meg. 
A felvételek már Mareczky Istvánnal készültek, azonban a borítóhoz hamarabb készült a fénykép, így azon a korábbi dobos, Pálmai Zoltán látható.
A dalok csak 1984-ben kerültek nagylemezre (Honfoglalás), de akkor már Tunyogi Péter énekével.

## Megjelenései
- 1978 SP
- 2003 CD Mobilizmo album bónuszanyag (12. dal (A) és 13. dal (B))

## Dalok
A: Kétforintos dal 

B: Menj tovább

## Közreműködtek
- Bencsik Sándor – gitár, vokál
- Cserháti István – billentyűs hangszerek, vokál
- Kékesi László – basszusgitár, vokál
- Mareczky István – dob, ütőhangszerek
- Schuster Lóránt - zenekarvezető, szövegíró, vokál
- Vikidál Gyula – ének